# Печуров, Евгений Александрович
Евгений Александрович Печуров (род. 27 августа 1966, РСФСР) — советский дзюдоист, воспитанник коломенской школы дзюдо, ученик заслуженного тренера РСФСР Бориса Аркадьевича Егошина, мастер спорта СССР международного класса, трёхкратный призёр чемпионатов Европы, чемпион Европы в командном зачёте.
Является тренером в спортивном клубе «Родина» (Екатеринбург).

## Биография
В 1988 году в Сеуле победил на международном турнире, одолев соперников из Южной Кореи, Польши, США, Японии, и ни разу не уступив соперникам в весовой категории до 95 килограммов.
В Японии на крупном международном турнире он также выступил успешно. В первый день в составе сборной Советского Союза, которая победила спортсменов из Англии, Кореи, а в финале взяла верх над командой Японии. Евгений Печуров все схватки выиграл. Выступая в личных соревнованиях с полученной накануне травмой и проведя три встречи, дзюдоист во всех из них добился побед. Кроме золотой медали, жюри вручило коломенскому спортсмену приз «За волю к победе», а также ему присудили награду «За лучшую технику». Евгений Печуров второй год подряд добивался победы на этом престижном турнире.
Самой главной победы в своей карьере он добился в 1987 году, выступив в составе сборной за команду Советского Союза, на первенстве Европы в командных соревнованиях. В финале состязаний советские атлеты добились победы с над сборной Франции — 4:1.
Первую победу коломенец одержал 12 апреля 1986 года на чемпионате мира среди юниоров, и описал следующим образом:
Думается, в жизни каждого человека есть звёздная минута. Мне посчастливилось пережить её на чемпионате мира в Италии, когда за тысячи километров от родного дома зазвучал гимн нашей страны. Заполыхал над моей головой алый стяг. Трудно выразить словами все чувства, которые испытал. Знаю, что был счастлив. Кажется все, о чём мечтал, осуществилось.

## Выступления на чемпионатах страны
- Чемпионат СССР по дзюдо 1990 года — ;
- Чемпионат СССР по дзюдо 1991 года — ;
- Чемпионат России по дзюдо 1992 года — ;
- Чемпионат России по дзюдо 1993 года — ;
- Чемпионат России по дзюдо 1994 года — ;
- Чемпионат России по дзюдо 1995 года — ;